# Stenopyrgota crassitibia
Stenopyrgota crassitibia är en tvåvingeart som beskrevs av Aczel 1956. Stenopyrgota crassitibia ingår i släktet Stenopyrgota och familjen Pyrgotidae. Inga underarter finns listade i Catalogue of Life.